# Brinquedos Rei
A Brinquedos Rei Alfema Norte S/A Indústria e Comércio foi uma fábrica de brinquedos que nos anos de 1980 produzia miniaturas de automóveis.
Através da aquisição da empresa alemã de brinquedos, Schuco, pela também alemã Gama Toys, as miniaturas de carrinho da Schuco foram parar na Rússia, Bulgária e também no Brasil através da Brinquedos Rei, que possuía a licença da GamaToys para compra dos moldes da Schuco. A Rei, além da licença da Schuco também era licenciada da empresa Siku, também alemã.
Para estimular o desenvolvimento industrial da região Norte do Brasil foi criada a Zona Franca de Manaus. Como as importações para o país estavam proibidas nos anos 1980, a Brinquedos Rei recebia as peças das miniaturas desmontadas, da Schuco e da Siku, e que eram recondicionadas e montadas na fábrica da Zona Franca.
Os moldes eram reproduções de modelos de automóveis, especialmente os da marca Volkswagen como o Passat e o Fusca. As miniaturas possuíam as escalas 1:43 e 1:66.
Uma das séries da empresa foi a inspirada no modelo da Mercedes Benz O 303 (Série Campeões da Estrada) com nomes de empresas nacionais de ônibus como Andorinha, Pluma, Rápido Serrano, CMTC, Pássaro Marron, Cidade Azul.
Em 1989 a Editora Abril lançou o álbum "O Fantástico Mundo do Automóvel" que fazia parte da revista Quatro Rodas. Nos envelopes com as figurinhas havia vale-brindes que distribuiu miniaturas da Brinquedos Rei. Na mesma época a empresa lançou uma linha de caminhões e Trucks Looping, uma exclusividade para a promoção da editora Abril. No início da década de 1990 a Alfema Norte S/A fechou as portas.

## Ver Também
- Brinquedos Coluna
- Brinquedos Mimo
- Metalma